# Association américaine du baseball professionnel
Pour les articles homonymes, voir Association américaine.
L'Association américaine du baseball professionnel (American Association of Professional Baseball en anglais, généralement abrégé en American Association) est une ligue indépendante de baseball professionnel.
Elle est présente au Canada, dans la province du Manitoba, et aux États-Unis dans les États de l'Indiana, de l'Iowa, du Kansas, du Minnesota, du Nebraska, du New Jersey, de New York, du Dakota du Nord, du Dakota du Sud et du Texas.
La ligue compte 13 franchises réparties en trois divisions que sont la division nord (North Division), la division centrale (Central Division) et la division sud (South Division).
L'équipe la plus titrée est la franchise des Cats de Fort Worth.

## Histoire

### Fondation
L'Association américaine est fondée en 2005, à la suite du départ de quatre clubs de la Northern League (en) et à la dissolution de la Central Baseball League, ligue de baseball indépendante dont les clubs sont basés dans les États de Louisiane et du Texas. Totalisant alors 9 clubs, elle est composée pour sa première saison des quatre clubs originaires de la Northern League que sont les Saints de Saint Paul, les Explorers de Sioux City, les Canaries de Sioux Falls et les Saltdogs de Lincoln, et des cinq clubs de la défunte Central Baseball League que sont les Aviators de Coastal Bend, les Pelicans de Pensacola, les Captains de Shreveport-Bossier, les Cats de Fort Worth et les Diablos d'El Paso.

### Salaires de joueurs
Les salaires des joueurs varient entre 4 000 dollars par mois pour les recrues et jusqu’à 7 500 dollars par mois pour les meilleurs joueurs. En raison de la faiblesse des salaires, nombre de joueurs sont contraints d'avoir une profession d'appoint pendant la morte saison.

## Équipes

### Franchises actuelles
| Division | Équipe                       | Ville                      | Stade                               | Capacité | Première saison |
| -------- | ---------------------------- | -------------------------- | ----------------------------------- | -------- | --------------- |
| Nord     | RedHawks de Fargo-Moorhead   | Fargo, Dakota du Nord      | Newman Outdoor Field                | 6 513    | 1996            |
| Nord     | Saints de Saint Paul         | Saint Paul, Minnesota      | CHS Field                           | 10 210   | 1993            |
| Nord     | Canaries de Sioux Falls      | Sioux Falls, Dakota du Sud | Sioux Falls Stadium                 | 4 500    | 1993            |
| Nord     | Goldeyes de Winnipeg         | Winnipeg, Manitoba         | Shaw Park                           | 7 481    | 1994            |
| Centrale | RailCats de Gary SouthShore  | Gary, Indiana              | U.S. Steel Yard                     | 8 139    | 2002            |
| Centrale | Monarchs de Kansas City (en) | Kansas City, Kansas        | Field of Legends                    | 6 537    | 2003            |
| Centrale | Saltdogs de Lincoln          | Lincoln, Nebraska          | Haymarket Park                      | 14 500   | 2001            |
| Centrale | Explorers de Sioux City      | Sioux City, Iowa           | Lewis and Clark Park                | 4 631    | 1993            |
| Sud      | Thunderheads d'Amarillo      | Amarillo, Texas            | Potter County Memorial Stadium (en) | 8 500    | 2010            |
| Sud      | AirHogs de Grand Prairie     | Grand Prairie, Texas       | AirHogs Stadium (en)                | 5 445    | 2007            |
| Sud      | Lemurs de Laredo             | Laredo, Texas              | Uni-Trade Stadium (en)              | 6 000    | 2012            |
| Sud      | Blasters de Joplin           | Joplin, Missouri           | Joe Becker Stadium (en)             | 4 000    | 2008            |

### Anciennes équipes
- Captains de Shreveport-Bossier - déménagement à Laredo, au Texas, pour devenir les Lemurs de Laredo ;
- Aviators de Coastal Bend  - membre fondateur de la ligue, évoluant à l'origine en ligue centrale, disparu en 2007 ;
- Pelicans de Pensacola  - membre fondateur de la ligue, évoluant à l'origine en ligue centrale, disparu en 2010 ;
- Blacksnakes de Saint Joseph  - membre fondateur de la ligue, disparu en 2007 ;
- Cats de Fort Worth  - membre fondateur de la ligue, a rejoint la ligue nord-américaine en 2011.

## Match des étoiles

### Match des étoiles
L'Association Américaine a organisé un match des étoiles annuel, faisant s'affronter les meilleurs joueurs de la ligue, de 2006 à 2010. Le premier match des étoiles de l'Association Américaine a eu lieu à El Paso, au Texas le 18 juillet 2006, la formule originale faisant s'affronter une équipe de l'Association américaine à une équipe de la ligue Can-Am, une autre Ligue mineure de baseball. Le 25 juillet 2017, l'Association Américaine avaient joués un match des étoiles contre la ligue Can-Am au Parc Raymond Chabot Grant Thornton, le domicile des Champions d'Ottawa. La ligue Can-Am avaient remporté 3-2 contre l'Association Américaine.
L'assistance du match était de 5 961 spectateurs.

## Champions
- 2006 - Cats de Fort Worth
- 2007 - Cats de Fort Worth
- 2008 - Canaries de Sioux Falls
- 2009 - Saltdogs de Lincoln
- 2010 - Captains de Shreveport
- 2011 - AirHogs de Grand Prairie
- 2012 - Goldeyes de Winnipeg
- 2013 - Railcats de Gary SouthShore
- 2014 - Wingnuts de Wichita
- 2015 - Lemurs de Laredo
- 2016 - Goldeyes de Winnipeg
- 2017 - Goldeyes de Winnipeg
- 2018 - Monarchs de Kansas City
- 2019 - Saints de St. Paul
- 2020 - Milkmen de Milwaukee
- 2021 - Monarchs de Kansas City